# 日清贸易研究所
日清贸易研究所（日语：にっしんぼうえきけんきゅうしょ）是1890年至1893年日本在中国上海建立的教育及情报机构，东亚同文书院前身。于1890年3月由日本人荒尾精建立，期间受到大陆浪人岸田吟香的支持，初期加入者有宗方小太郎。荒尾精原本希望通过该机构培养日本贸易方面的人才，通过与中国展开贸易增强两国实力以对抗欧美白人，但是在中日甲午战争期间，日清贸易研究所被关闭，毕业生多从事日军翻译或间谍，多人在中国被捕处决。